# DDR-Eishockeymeisterschaft 1968/69
Die DDR-Eishockeymeisterschaft 1968/69 wurde in der Oberliga wieder im Modus einer Vor- und anschließenden Finalrunde ausgespielt. Wie bereits in der Saison 1961/62 praktiziert, mussten sich dabei alle Teams für die Endrunde qualifizieren. Am Ende triumphierte nach drei Jahren wieder der Rekordmeister SG Dynamo Weißwasser, der den Titelverteidiger vom SC Dynamo Berlin um zwei Punkte distanzieren konnte. Mit dem SC Empor Rostock drohte erstmals eine Mannschaft in die seit Jahren andauernde Vorherrschaft der beiden Dynamo-Teams einzubrechen. Am Ende mussten sich die Ostseestädter mit nur einem Punkt Rückstand auf Berlin mit Bronze zufriedengeben.
Die Gruppenliga wurde diesmal von der BSG Turbine Boxberg beherrscht. Erstmals offiziell vom gleichnamigen Kraftwerk als Trägerbetrieb unterstützt, formierten die Lausitzer eine schlagkräftige Truppe, die sich am Ende – in Abwesenheit der ASG Vorwärts aus Crimmitschau – ohne größere Gegenwehr zum Gruppenliga-Meister krönen konnte. In der Relegation gegen den schwächsten Oberligisten SC Karl-Marx-Stadt konnte jedoch auch Boxberg nichts an der Tatsache ändern, dass die Amateure den sportlichen Anschluss an die Teams der Leistungszentren praktisch schon sein Jahren verloren hatten.

## Meistermannschaft
| SG Dynamo Weißwasser | Klaus Hirche, Hans-Joachim Koch, Wolfgang Fischer - Dieter Huschto, Wilfried Sock, Hartwig Schur, Heinz Fabian, Peter Slapke, Manfred Buder, Reiner Tudyka, Werner Engelmann, Werner Domke, Helmut Novy, Rüdiger Noack, Rolf Tschöpe, Manfred Sekul, Wolfgang Mucha, Peter Domko, Rolf Bielas, Rainer Mann, Bernd Engelmann – Joachim Franke (Trainer) |

## Oberliga

### Vorrunde
Ergebnisse
- 30/10/1968 Berliner TSC  - SC Empor Rostock 10-2
- 30/10/1968 ASK Vorwärts Crimmitschau - SC Einheit Dresden 8-0
- 30/10/1968 SC Turbine Erfurt - SG Dynamo Weißwasser 4-4
- 30/10/1968 SC Dynamo Berlin - SC Karl-Marx Stadt 13-1
- 31/10/1968 SC Turbine Erfurt - ASK Vorwärts Crimmitschau 3-4
- 31/10/1968 Berliner TSC  - SC Karl-Marx Stadt 8-3
- 31/10/1968 SC Dynamo Berlin - SC Empor Rostock 5-3
- 31/10/1968 SG Dynamo Weißwasser - SC Einheit Dresden 6-0
- 02/11/1968 SC Karl-Marx Stadt - SC Empor Rostock 1-6
- 02/11/1968 Berliner TSC  - SC Einheit Dresden 7-0
- 02/11/1968 ASK Vorwärts Crimmitschau - SC Turbine Erfurt 6-3
- 03/11/1968 SC Dynamo Berlin - SC Einheit Dresden 8-1
- 03/11/1968 ASK Vorwärts Crimmitschau - SC Empor Rostock 3-5
- 03/11/1968 SC Karl-Marx Stadt - SC Empor Rostock 3-9
- 03/11/1968 SG Dynamo Weißwasser - SC Turbine Erfurt 19-1
- 06/11/1968 SG Dynamo Weißwasser - ASK Vorwärts Crimmitschau 5-0
- 06/11/1968 SC Empor Rostock - SC Dynamo Berlin 4-2
- 06/11/1968 Berliner TSC  - SC Turbine Erfurt 8-6
- 06/11/1968 SC Karl-Marx Stadt - SC Einheit Dresden 1-7
- 07/11/1968 SC Dynamo Berlin - SC Turbine Erfurt 6-4
- 07/11/1968 SG Dynamo Weißwasser - Berliner TSC  6-1
- 09/11/1968 SC Einheit Dresden - SC Karl-Marx Stadt 6-3
- 09/11/1968 SC Empor Rostock - SC Turbine Erfurt 11-5
- 09/11/1968 Berliner TSC  - ASK Vorwärts Crimmitschau 5-1
- 10/11/1968 SC Empor Rostock - ASK Vorwärts Crimmitschau 6-2
- 10/11/1968 SC Dynamo Berlin - SG Dynamo Weißwasser 4-2
- 13/11/1968 SC Turbine Erfurt - SC Einheit Dresden 1-3
- 13/11/1968 SC Dynamo Berlin - Berliner TSC  7-2
- 13/11/1968 ASK Vorwärts Crimmitschau - SC Karl-Marx Stadt 3-2
- 13/11/1968 SG Dynamo Weißwasser - SC Empor Rostock 5-2
- 14/11/1968 SC Einheit Dresden - SC Empor Rostock 3-3
- 14/11/1968 SC Karl-Marx Stadt - SC Turbine Erfurt 4-4
- 14/11/1968 Berliner TSC  - SG Dynamo Weißwasser 2-9
- 14/11/1968 ASK Vorwärts Crimmitschau - SC Dynamo Berlin 7-1
- 17/11/1968 SG Dynamo Weißwasser - SC Dynamo Berlin 4-2
- 20/11/1968 SC Turbine Erfurt - Berliner TSC  5-5
- 20/11/1968 SC Karl-Marx Stadt - ASK Vorwärts Crimmitschau 4-7
- 20/11/1968 SC Empor Rostock - SC Einheit Dresden 5-4
- 21/11/1968 ASK Vorwärts Crimmitschau - Berliner TSC  4-0
- 23/11/1968 SC Karl-Marx Stadt - SC Dynamo Berlin 2-13
- 23/11/1968 SC Turbine Erfurt - SC Empor Rostock 3-3
- 11/12/1968 SC Empor Rostock - SG Dynamo Weißwasser 2-0
- 11/12/1968 SC Turbine Erfurt - SC Karl-Marx Stadt 6-2
- 11/12/1968 SC Einheit Dresden - ASK Vorwärts Crimmitschau 3-8
- 14/12/1968 SC Dynamo Berlin - ASK Vorwärts Crimmitschau 7-3
- 14/12/1968 SC Empor Rostock - Berliner TSC  1-0
- 14/12/1968 SC Karl-Marx Stadt - SG Dynamo Weißwasser 1-10
- 14/12/1968 SC Einheit Dresden - SC Turbine Erfurt 2-8
- 15/12/1968 Berliner TSC  - SC Dynamo Berlin 4-8
- 18/12/1968 SC Einheit Dresden - Berliner TSC  5-1
- 18/12/1968 SC Empor Rostock - SC Karl-Marx Stadt 9-3
- 21/12/1968 SC Einheit Dresden - SC Dynamo Berlin 0-0
- 22/12/1968 SG Dynamo Weißwasser - SC Karl-Marx Stadt 9-1
- ??/12/1968 ASK Vorwärts Crimmitschau - SG Dynamo Weißwasser 0-3
- 28/12/1968 SC Einheit Dresden - SG Dynamo Weißwasser 2-5
- 28/12/1968 SC Turbine Erfurt - SC Dynamo Berlin 5-11

| Pl. | Verein                    | Sp. | S  | U | N  | Tore   | Punkte |
| --- | ------------------------- | --- | -- | - | -- | ------ | ------ |
| 1.  | SG Dynamo Weißwasser      | 14  | 11 | 1 | 2  | 87:022 | 23:05  |
| 2.  | SC Dynamo Berlin (M)      | 14  | 10 | 1 | 3  | 87:042 | 21:07  |
| 3.  | SC Empor Rostock          | 14  | 9  | 2 | 3  | 62:046 | 20:08  |
| 4.  | ASK Vorwärts Crimmitschau | 14  | 8  | – | 6  | 56:047 | 16:12  |
| 5.  | Berliner TSC              | 14  | 6  | 1 | 7  | 62:060 | 13:15  |
| 6.  | SC Einheit Dresden        | 14  | 4  | 2 | 8  | 36:064 | 10:18  |
| 7.  | SC Turbine Erfurt         | 14  | 2  | 4 | 8  | 58:088 | 08:20  |
| 8.  | SC Karl-Marx-Stadt        | 14  | –  | 1 | 13 | 31:110 | 01:27  |

|  | Für die Finalrunde qualifiziert |
|  | Abstiegsrunde                   |

### Finalrunde
Ergebnisse
- SG Dynamo Weißwasser - SC Empor Rostock 5-2
- SC Dynamo Berlin - ASK Vorwärts Crimmitschau3-3
- SG Dynamo Weißwasser - Dynamo Berlin 4-1
- ASK Vorwärts Crimmitschau - SC Empor Rostock 5-2
- SG Dynamo Weißwasser - ASK Vorwärts Crimmitschau2-2
- SC Dynamo Berlin - SC Empor Rostock 3-2
- SC SC Empor Rostock - Dynamo Berlin 4-6
- ASK Vorwärts Crimmitschau - SG Dynamo Weißwasser 4-4
- SC SC Empor Rostock - ASK Vorwärts Crimmitschau5-4
- SC Dynamo Berlin - SG Dynamo Weißwasser 6-3
- SC SC Empor Rostock - SG Dynamo Weißwasser 3-5
- ASK Vorwärts Crimmitschau - Dynamo Berlin 3-11
- SC Dynamo Berlin - SC Empor Rostock 1-3
- SG Dynamo Weißwasser - ASK Vorwärts Crimmitschau6-3
- SG Dynamo Weißwasser - SC Empor Rostock 7-3
- SC Dynamo Berlin - ASK Vorwärts Crimmitschau1-3
- ASK Vorwärts Crimmitschau - SC Empor Rostock 6-0
- SG Dynamo Weißwasser - Dynamo Berlin 6-3
- SC SC Empor Rostock - Dynamo Berlin 3-9 (1-1,1-4,1-4)
- ASK Vorwärts Crimmitschau - SG Dynamo Weißwasser 6-4
- SC SC Empor Rostock - SG Dynamo Weißwasser 2-4
- ASK Vorwärts Crimmitschau - Dynamo Berlin 0-11
- SC Dynamo Berlin - SG Dynamo Weißwasser 3-2
- SC SC Empor Rostock - ASK Vorwärts Crimmitschau4-6

| Pl. | Verein                    | Sp. | S  | U | N  | Tore    | Punkte |
| --- | ------------------------- | --- | -- | - | -- | ------- | ------ |
| 1.  | SG Dynamo Weißwasser      | 26  | 18 | 3 | 5  | 139:060 | 39:13  |
| 2.  | SC Dynamo Berlin (M)      | 26  | 17 | 2 | 7  | 145:078 | 36:16  |
| 3.  | ASK Vorwärts Crimmitschau | 26  | 13 | 3 | 10 | 104:103 | 29:23  |
| 4.  | SC Empor Rostock          | 26  | 11 | 2 | 13 | 095:107 | 24:28  |

### Abstiegsrunde
Ergebnisse
- SC Karl-Marx Stadt - SC Turbine Erfurt 2-3
- Berliner TSC - SC Einheit Dresden 3-1
- SC SC Turbine Erfurt - SC Einheit Dresden 4-3
- Berliner TSC - SC Karl-Marx Stadt 5-3
- Berliner TSC - SC Turbine Erfurt 5-3
- SC Einheit Dresden - SC Karl-Marx Stadt 6-3
- SC Turbine Erfurt - Einheit Dresden 3-1
- Berliner TSC - SC Karl-Marx Stadt 5-1
- SC Turbine Erfurt - SC Karl-Marx Stadt 6-5
- SC Einheit Dresden - Berliner TSC 2-3
- SC Turbine Erfurt - Berliner TSC 4-3
- SC Einheit Dresden - SC Karl-Marx Stadt 2-5
- Berliner TSC - SC Turbine Erfurt 3-6
- SC Einheit Dresden - SC Karl-Marx Stadt 4-3
- Berliner TSC - Einheit Dresden 6-0
- SC Turbine Erfurt - SC Karl-Marx Stadt 6-3
- Berliner TSC - SC Karl-Marx Stadt 6-1
- SC Einheit Dresden - SC Turbine Erfurt 5-4

| Pl. | Verein             | Sp. | S  | U | N  | Tore    | Punkte |
| --- | ------------------ | --- | -- | - | -- | ------- | ------ |
| 5.  | TSC Berlin         | 23  | 13 | 1 | 9  | 101:081 | 27:19  |
| 6.  | Turbine Erfurt     | 23  | 9  | 4 | 10 | 097:118 | 22:24  |
| 7.  | Einheit Dresden    | 23  | 7  | 2 | 14 | 060:098 | 16:30  |
| 8.  | SC Karl-Marx-Stadt | 23  | 1  | 1 | 21 | 057:153 | 03:43  |

|     | DDR-Meister                              |
|     | Relegation gegen Meister der Gruppenliga |
| (M) | Titelverteidiger                         |

## Relegation (Oberliga – Gruppenliga)
| SC Karl-Marx-Stadt | – | BSG Turbine Boxberg       | 6:40–04:3 |
| (Oberliga-Letzter) |   | (Meister der Gruppenliga) |           |

Der SC Karl-Marx-Stadt verblieb damit in der Oberliga.

## Gruppenliga

### Gruppenliga-Meisterschaft
| BSG Turbine Boxberg | – | SG Dynamo Klingenthal | 9:0 |

Klingenthal verzichtete auf das Rückspiel

Die BSG Turbine Boxberg vertrat damit die Gruppenliga in der Relegation gegen den Letztplatzierten der Oberliga.
| BSG Stahl Brotterode | – | BSG Turbine Boxberg   | 1:13      |
| (Sieger Staffel 1)   |   | (Sieger Staffel 5)    |           |
| SG Dynamo Zittau     | – | SG Dynamo Klingenthal | 2:40–02:8 |
| (Sieger Staffel 2/4) |   | (Sieger Staffel 3)    |           |

Es ist nicht bekannt, ob weitere Staffelsieger an der Endrunde zur Gruppenliga-Meisterschaft teilgenommen hatten.
| BSG Chemie Leuna   | – | SG Dynamo Zittau   | 1:80–01:7 |
| (Sieger Staffel 2) |   | (Sieger Staffel 4) |           |

Tabellen möglicherweise unvollständig.

### Vorrunde – Staffel 1
Die als weiterer Teilnehmer vorgesehene ASG Vorwärts Oberhof hatte vor Saisonbeginn zurückgezogen.
| Pl. | Verein                  | Sp. | S | U | N | Tore  | Punkte |
| --- | ----------------------- | --- | - | - | - | ----- | ------ |
| 1.  | BSG Stahl Brotterode    | 7   | 7 | – | – | 62:13 | 14:0   |
| 2.  | BSG Motor Weimar        | 5   | 3 | – | 2 | 20:24 | 06:04  |
| 3.  | BSG Einheit Oberhof (N) | 5   | 2 | – | 3 | 14:22 | 04:06  |
| 4.  | BSG Empor Ilmenau       | 7   | – | – | 7 | 13:53 | 00:14  |

### Vorrunde – Staffel 2
| Pl. | Verein                       | Sp. | S | U | N | Tore  | Punkte |
| --- | ---------------------------- | --- | - | - | - | ----- | ------ |
| 1.  | BSG Chemie Leuna             | 8   | 7 | – | 1 | 88:29 | 20:0   |
| 2.  | SG Dynamo Schierke           | 8   | 5 | – | 3 | 56:35 | 10:06  |
| 3.  | HSG Wissenschaft KMU Leipzig | 4   | 3 | – | 1 | 22:17 | 06:02  |
| 4.  | HSG Chemie TH Merseburg      | 8   | 1 | – | 7 | 21:87 | 02:14  |
| 5.  | BSG Einheit Ballenstedt      | 4   | – | – | 4 | 07:26 | 00:08  |

### Vorrunde – Staffel 3
| Pl. | Verein                           | Sp. | S | U | N | Tore  | Punkte |
| --- | -------------------------------- | --- | - | - | - | ----- | ------ |
| 1.  | SG Dynamo Klingenthal            | 7   | 7 | – | – | 90:12 | 14:0   |
| 2.  | BSG Aufbau Schönheide            | 8   | 6 | – | 2 | 49:35 | 12:04  |
| 3.  | BSG Traktor Oberwiesenthal       | 6   | 2 | – | 4 | 24:37 | 04:08  |
| 4.  | BSG Aufbau Waldheim (N)          | 8   | 1 | – | 7 | 23:60 | 02:14  |
| 5.  | BSG Fortschritt Lichtenstein (N) | 8   | 1 | – | 7 | 24:82 | 02:14  |

### Vorrunde – Staffel 4
| Pl. | Verein                  | Sp. | S | U | N | Tore  | Punkte |
| --- | ----------------------- | --- | - | - | - | ----- | ------ |
| 1.  | SG Dynamo Zittau        | 3   | 2 | – | 1 | 17:06 | 04:02  |
| 2.  | BSG Einheit Niesky (N)  | 3   | 2 | – | 1 | 18:16 | 04:02  |
| 3.  | ZSG Seifhennersdorf (N) | 2   | – | – | 2 | 04:17 | 00:04  |

### Vorrunde – Staffel 5
| Pl. | Verein                         | Sp. | S | U | N | Tore  | Punkte |
| --- | ------------------------------ | --- | - | - | - | ----- | ------ |
| 1.  | BSG Turbine Boxberg1           | 5   | 5 | – | – | 85:01 | 10:0   |
| 2.  | BSG Motor Bad Muskau           | 5   | 3 | – | 2 | 15:53 | 06:04  |
| 3.  | BSG Traktor Groß Düben         | 3   | 1 | – | 2 | 09:37 | 02:04  |
| 4.  | BSG Aktivist Knappenrode-Lohsa | 5   | – | – | 5 | 06:34 | 00:10  |

|     | Für die Gruppenliga-Meisterschaft qualifiziert |
|     | Relegation gegen Bezirksmeister                |
| (N) | Neuling                                        |

## Relegation (Gruppenliga – Bezirksliga)
Es ist nicht bekannt, ob weitere Relegationsspiele der Staffel-Letzten gegen die jeweiligen Bezirksmeister stattgefunden hatten.
| BSG Fortschritt Lichtenstein    | – | BSG Traktor Eibenstock           |  |
| (Gruppenliga-Letzter Staffel 3) |   | (Bezirksmeister Karl-Marx-Stadt) |  |

Lichtenstein nicht angetreten

Die BSG Traktor Eibenstock startete damit kommende Saison in der Gruppenliga. Weitere Bezirksligisten, die für die Gruppenliga meldeten, waren:
- BSG Aufbau Halle (Bez. Halle)
- ASG Vorwärts Crimmitschau (Bez. Karl-Marx-Stadt)
- BSG Einheit Geising (Bez. Dresden)

1Die BSG Turbine Boxberg startete in der Vorsaison unter dem Namen SG Boxberg.